# Václav Šturc
Václav Šturc, psán též Sturz (21. srpna 1858 Litovice – 21. února 1939 Praha), byl český a československý politik, člen Českoslovanské sociálně demokratické strany dělnické, pak první předseda Komunistické strany Československa a senátor za KSČ, později za odštěpeneckou formaci Komunistická strana Československa (leninovci). V roce 1927 kandidoval v prezidentské volbě proti obhajujícímu prezidentu T. G. Masarykovi.

## Život a kariéra politika
Narodil se v rodině krejčovského mistra a domkáře Karla Šturce a jeho manželky Barbory, rozené Stádníkové. Od roku 1885 byl funkcionářem sociální demokracie a redaktorem stranického deníku Právo lidu. Do zániku Kobylis jako samostatné obce k 1. 1. 1921 byl jejich starostou.
Během rozkolu v sociální demokracii počátkem 20. let 20. století změnil stranickou příslušnost. Aktivně se podílel na přípravě a vzniku Komunistické strany Československa. Ustavující sjezd KSČ se konal ve dnech 14. až 16. května 1921 ve Velkém sále Národního domu na Vinohradech, za účasti 569 delegátů, kteří zastupovali zhruba 350 tisíc levicových sociálních demokratů. Nový výkonný výbor na své schůzi 16. května 1921 zvolil Václava Šturce prvním předsedou, místopředsedou Bohumíra Šmerala a druhým místopředsedou Václava Bolena. Předsedou kontrolní komise byl zvolen František Hovorka a pokladníkem Josef Skála. Ve funkci předsedy výkonného výboru strany setrval do září 1922, kdy ho říšská konference KSČ odvolala a nahradil ho Alois Muna. Patřil tehdy spolu s Bolenem k levicové frakci, jejíž vliv ve straně byl oslaben a její exponenti vyloučeni z KSČ. Už koncem roku 1922 bylo ovšem toto rozhodnutí revidováno a Šturc i Bolen se do strany vrátili.
V parlamentních volbách v roce 1925 získal za KSČ senátorské křeslo v Národním shromáždění. Za KSČ byl tehdy navržen jako jediný protikandidát T. G. Masaryka při volbě prezidenta v květnu 1927 (obdržel 54 hlasů proti 274 hlasů Masaryka). V roce 1929 byl v souvislosti s nástupem skupiny mladých, radikálních komunistů (takzvaní Karlínští kluci), kteří do vedení KSČ doprovázeli Klementa Gottwalda, odstaven od moci a vyloučen z KSČ. V parlamentu se stal členem nového poslaneckého klubu nazvaného Komunistická strana Československa (leninovci). V senátu zasedal do roku 1929. V roce 1932 se vrátil do sociálně demokratické strany.
K roku 1925 byl uváděn jako penzista, bytem v Praze-Kobylisích.
Denní (i nelevicový) tisk zaznamenal jeho osmdesátiny.

### Rodinný život
S manželkou Viktorií, rozenou Oplovou (1858–??), měl dva syny a dvě dcery. Nedatovaná poznámka v policejní přihlášce uváděla, že manželka žila s dětmi v Humpolci.

## Zajímavost
Dne 1. ledna 1922, když byly Kobylisy začleněny do Velké Prahy a přestaly být samostatnou obcí, nechal vyvěsit tehdejší starosta Václav Šturc na radnici černý prapor a prohlásil, že tak nechal učinit „… na znamení smutku nad bídným zahynutím demokracie.“